# Brachypodium phoenicoides var. villiglume
Brachypodium phoenicoides subsp. villiglume é uma variedade de planta com flor pertencente à família Poaceae. 
A autoridade científica da variedade é Emb. & Maire, tendo sido publicada em Bulletin de la Société d'Histoire Naturelle de l'Afrique du Nord 28: 387. 1937.

## Portugal
Trata-se de uma variedade presente no território português, nomeadamente em Portugal Continental.
Em termos de naturalidade é nativa da região atrás indicada.

## Protecção
Não se encontra protegida por legislação portuguesa ou da Comunidade Europeia.